# Richard E. Robbins
Richard E. Robbins (* 5. Dezember 1969) ist ein US-amerikanischer Filmregisseur, Drehbuchautor und Filmproduzent.

## Leben
Robbins studierte in Harvard und begann anschließend für ABC News und PBS Frontline zu arbeiten. Anschließend arbeitete er für Peter Jennings bei ABC News. Die erste Zusammenarbeit war die Dokureihe The Century (1999). Er war anschließend an einigen Folgen der Reihe Peter Jennings Reporting beteiligt.
Zusammen mit Peter Jennings gründete er 2004 P.J. Productions. Nachdem Jennings mit Lungenkrebs diagnostiziert wurde und nur ein Jahr später verstarb, benannte Robbins die Produktionsgesellschaft in The Documentary Group um. Sein erster großer Coup war die Dokumentation Operation Heimkehr – Schreiben über die Erfahrung im Krieg über US-amerikanische Kriegsheimkehrer, bei der er auch Regie führte. Der Dokumentarfilm wurde bei den 80. Academy Awards für den besten Dokumentarfilm nominiert. Er erhielt außerdem einen News & Documentary Emmy.
2013 drehte er den Dokumentarfilm Girl Rising über die Bildungsbestrebungen von acht Frauen.
2009 produzierte er mit Inside the Box erstmals einen Spielfilm. 2016 folgte die Fernsehserie 12 Monkeys und von 2015 bis 2016 Good Girls Revolt, für die er auch das Drehbuch schrieb.

## Filmografie

### Regie
- 2003: Peter Jennings Reporting: I Have a Dream
- 2004: Peter Jennings Reporting: LAPD
- 2007: Operation Heimkehr – Schreiben über die Erfahrung im Krieg (Operation Homecoming: Writing the Wartime Experience)
- 2007: Aftermath (Kurzfilm)
- 2013: Girl Rising
- 2019: Brave Girl Rising

### Drehbuch
- 2000: Peter Jennings Reporting: Dark Horizon - India, Pakistan, and the Bomb
- 2003: Peter Jennings Reporting: I Have a Dream
- 2004: Peter Jennings Reporting: LAPD
- 2009: Inside the Box
- 2010: Rubicon (Fernsehserie, drei Folgen)
- 2012: Scandal (eine Folge)
- 2016: Hunters (Fernsehserie, eine Folge)
- 2015: 12 Monkeys (Fernsehserie, vier Folgen)
- 2016: Good Girls Revolt (Fernsehserie, eine Folge)
- 2022: Halo (Fernsehserie, eine Folge)

### Produktion
- 1995: Frontline (Fernsehserie, eine Folge)
- 1997: Dangerous World: The Kennedy Years
- 1999: The Century
- 2000: Peter Jennings Reporting: Dark Horizon - India, Pakistan, and the Bomb
- 2003: Peter Jennings Reporting: I Have a Dream
- 2004: Peter Jennings Reporting: LAPD
- 2007: Operation Heimkehr – Schreiben über die Erfahrung im Krieg (Operation Homecoming: Writing the Wartime Experience)
- 2009: Inside the Box
- 2011: Amerika im Wohnzimmer (America in Primetime ) (Miniserie)
- 2013: Girl Rising
- 2015–2016: Good Girls Revolt (Fernsehserie)
- 2016: 12 Monkeys (Fernsehserie)